# Saint-Maur, Oise
Saint-Maur är en kommun i departementet Oise i regionen Hauts-de-France i norra Frankrike. Kommunen ligger i kantonen Grandvilliers som tillhör arrondissementet Beauvais. År 2022 hade Saint-Maur 388 invånare.

## Befolkningsutveckling
Antalet invånare i kommunen Saint-Maur
| Referens: INSEE |